# Ava Lowle Willing
Pour les articles homonymes, voir Willing.
Ava Lowle Willing, née le 15 septembre 1868 à Newport et morte le 9 juin 1958 à New York, est une femme du monde et philanthrope américaine. Elle est la première épouse du milliardaire John Jacob Astor IV, puis du baron Ribblesdale.

## Biographie
Ava Lowle Willing est née à Newport du riche homme d'affaires Edward Shippen Willing (1822-1906), le petit-fils de Thomas Willing, et d'Alice Caroline Barton (1833-1903), la fille de John Rhea Barton (en). Elle a une sœur, Susan Ridgway Willing (épouse de Francis Cooper Lawrance, Jr.), et un frère, John Rhea Barton Willing.
Ava épouse en premières noces John Jacob Astor IV, fils de William Backhouse Astor, Jr. (en) et de Caroline Schermerhorn Astor. Le mariage se déroule à Philadelphie en février 1891. Ils ont deux enfants :
- Vincent Astor, né en 1891 ;
- Ava Alice Muriel Astor,  née en 1902, qui fut successivement mariée au prince Serge Obolensky en 1924, à Raimund von Hofmannsthal en 1933 (fils de Hugo von Hofmannsthal), à Philip John Ryves Harding en 1940, puis à David Pleydell-Bouverie (petit-fils de William Pleydell-Bouverie (5e comte de Radnor)).

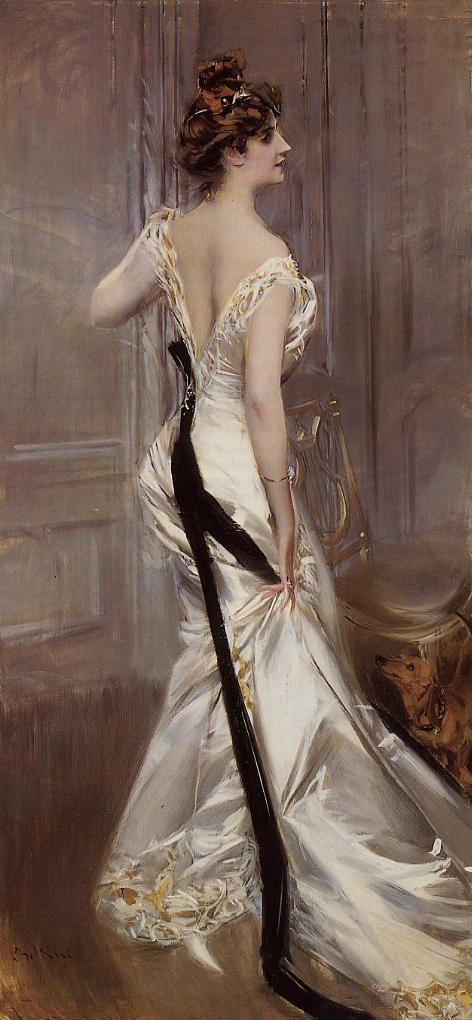
Portrait par Giovanni Boldini.

Importante personnalité de la société mondaine américaine, Ava se consacre également aux œuvres de charité et s'implique dans plusieurs organismes de bienfaisance.
Ava et John Jacob Astor divorcent en 1910 et Ava va s'installer avec sa fille en Angleterre, où elle devient une éminente membre de la société londonienne. Ava y épouse en secondes noces le Lord Ribblesdale. Après le décès de son second époux, elle retourne vivre à New York.

## Traduction
- (en) Cet article est partiellement ou en totalité issu de l’article de Wikipédia en anglais intitulé « Ava Lowle Willing » (voir la liste des auteurs).